# Francisco Albo
Francisco Albo war ein griechischer Seemann des 16. Jahrhunderts. Er nahm an der Weltumseglung Ferdinand Magellans teil und beendete die Reise als Steuermann der Victoria. Er schrieb ein Logbuch, welches die Route der ersten Weltumseglung dokumentiert.

## Biographie
Sein Geburts- und Todestag sind unbekannt. Er war ein Einwohner von Chios, einer Insel der Ägäis.
Albo wurde als Teilnehmer an der Expedition von Ferdinand Magellan bekannt. Er stach von Sevilla bzw. Sanlúcar de Barrameda aus in See als Bootsmann des Flaggschiffs, der Nao Trinidad, und beendete die erste Weltumseglung als Navigator (Steuermann) der Nao Victoria unter dem Kommando von Juan Sebastián Elcano.

## Logbuch von Francisco Albo
Francisco Albo schrieb während der Erdumseglung ein Logbuch, von dem eine Kopie unter dem Titel Derrotero del viaje de Magallanes desde el cabo de San Agustín en el Brasil, hasta el regreso a España de la nao Victoria  im Archivo General de Indias von Sevilla aufbewahrt wird. In diesem Logbuch wird auf den Seiten 9 bis 13 (von insgesamt 84 Seiten) die Passage durch die Magellanstraße mit genauer Angabe des Breitengrads für jeden einzelnen Tag beschrieben, was der Entdeckung von Chile gleichkommt.